# Tiradentes (métro de São Paulo)
Pour les articles homonymes, voir Tiradentes (homonymie).
Tiradentes (en portugais : Estação Tiradentes) est une station de la ligne 1 (Bleue) du métro de São Paulo. Elle est située au 551 de l'avenida Tiradentes, dans le quartier Bom Retiro, à São Paulo au Brésil.
Mise en service en 1974, elle est exploitée par la Companhia do Metropolitano de São Paulo (CMSP), exploitant de la ligne 1.

## Situation

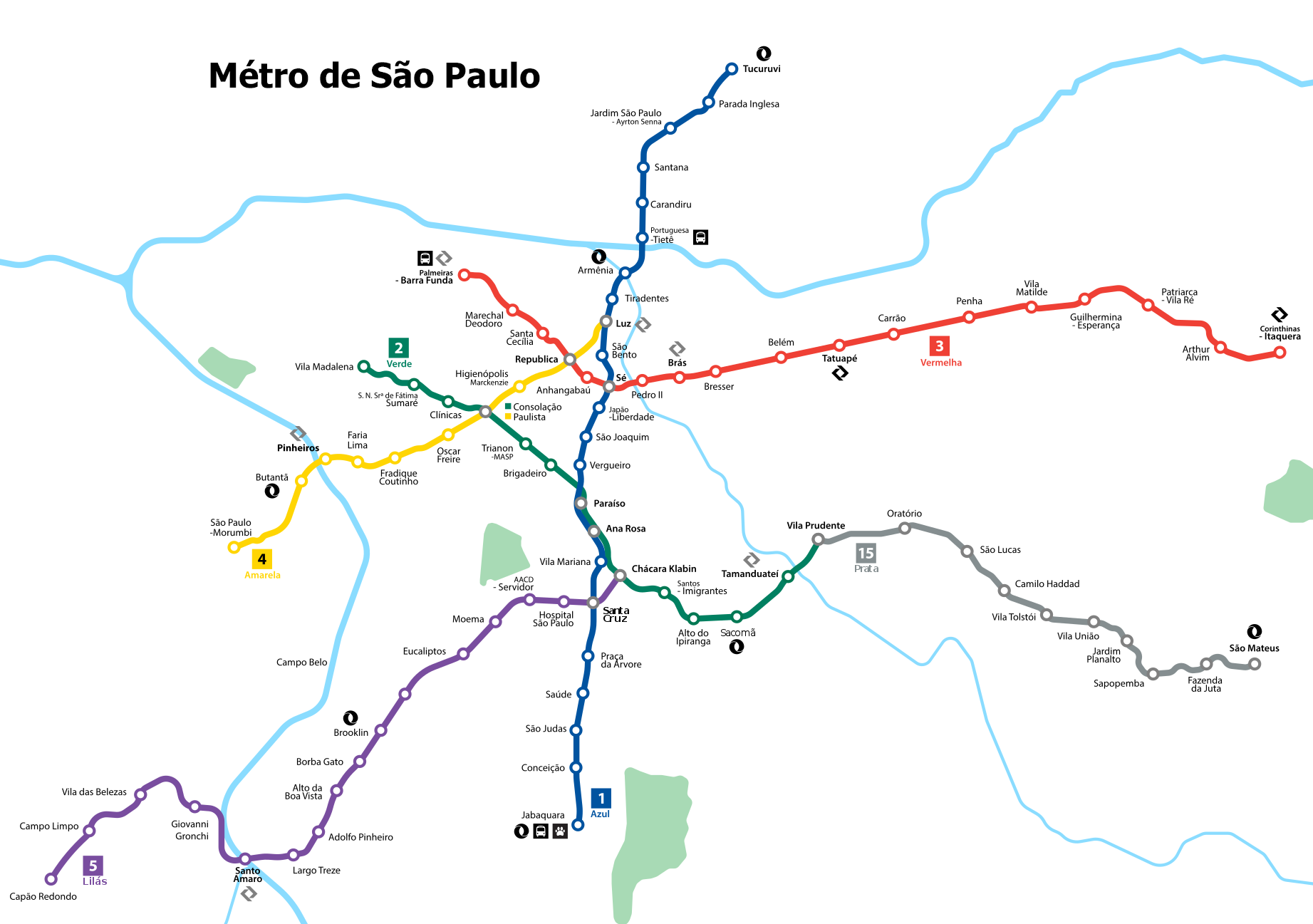
Plan du Métro de São Paulo 2020.

Établie en souterrain, Tiradentes est une station de passage de la ligne 1 - Bleue, située entre la station Armênia, en direction du terminus nord Tucuruvi, et la station Luz, en direction du terminus sud Jabaquara,.
Elle dispose d'un quai central encadré par les deux voies de la ligne.

## Histoire
La station Tiradentes est inaugurée le 26 septembre 1975. La station est construite avec une structure en béton apparente, elle s'articule autour d'une mezzanine de distribution. Elle dispose d'une surface de 9 670 m2 et est prévue pour absorber un transit allant jusqu'à 20 000 voyageurs par heure en période d'affluence.

## Services aux voyageurs

### Accès et accueil
L'entrée principale est située au 551 de l'avenida Tiradentes, elle donne sur la mezzanine du niveau -1 qui est reliée au quai central du niveau -2. Équipée d'un ascenseur elle est accessible aux personnes à la mobilité réduite.

### Desserte
Tiradentes est desservie par les rames de la ligne 1 du métro de São Paulo de 4h40 à 00h00.

## À proximité
- Pinacothèque de l'État de São Paulo
- Musée d'art sacre
- Teatro Franco Zampari
- Église Frei Galvão
- Parc de la Luz
- Porte de l'ancien Présidium Tiradentes
- Batalhão Tobias de Aguiar
- Faculté de technologie de São Paulo (FATEC), ancienne École polytechnique de l'université de São Paulo